# Michel Creton
Michel Creton (17 de agosto de 1942) é um ator francês.